# Ronde-bosse

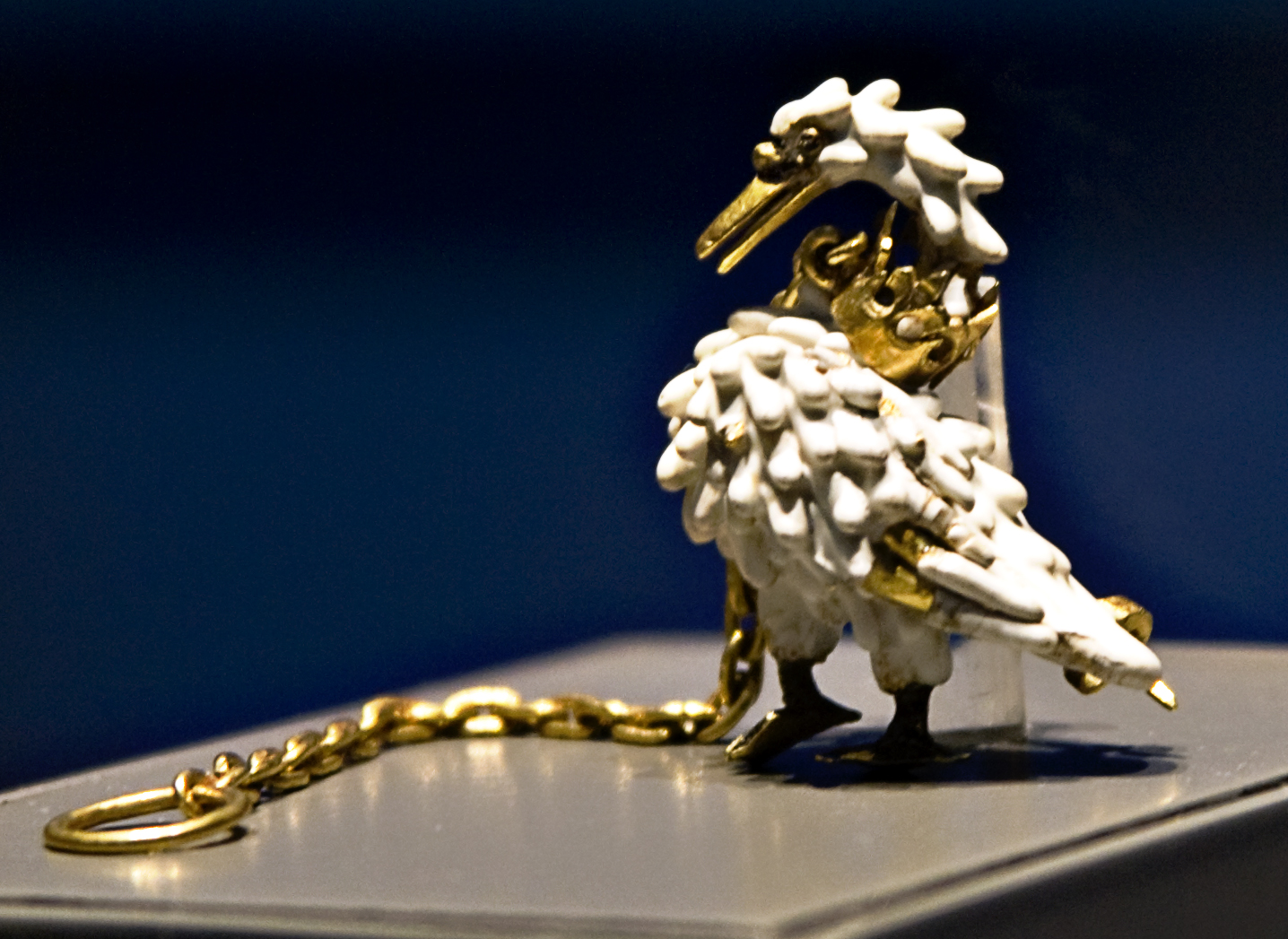
Il Dunstable Swan Jewel, circa 1400. British Museum

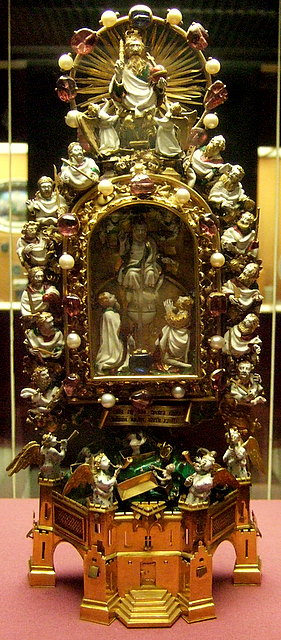
Il Reliquiario della Sacra Spina nel British Museum; Parigi, prima del 1397

Ronde-bosse, en ronde bosse o incrostato è una tecnica di fabbricazione dello smalto sviluppata in Francia nel tardo XIV secolo per produrre piccole immagini tridimensionali di figure, in gran parte o interamente ricoperte di smalto. Il nuovo metodo prevedeva l'occultamento parziale dell'oro sottostante, o talvolta dell'argento, del quale era costituita la figura. Si differenzia dalle vecchie tecniche che producevano solo smalto su una superficie piana o curva e, per lo più, come champlevé, con l'utilizzo di metalli non preziosi, come il rame, che erano dorati per farli sembrare d'oro. Nella tecnica dello smalto en ronde-bosse vengono create piccole figure in oro o argento con delle superfici leggermente irruvidite per fornire un ancoraggio per lo smalto, che viene applicato come una pasta e poi cotto. In alcuni casi il contorno può essere soltanto un filo.
IL termine deriva dal francese émail en ronde bosse ("smalto in tondo"), tuttavia in francese en ronde bosse significa "a tutto tondo" ed è usato in tutte le forme di scultura tridimensionale.
La tecnica raggiunse rapidamente la maturità e determinò un gruppo "eccezionalmente grande di commissioni dalle corti francese e borgognona, principalmente intorno al 1400 ma che apparentemente continuarono nel secondo quarto del XV secolo". Queste comprendono il Goldenes Rössl ("Golden Pony") ad Altötting in Baviera, il pezzo più famoso, il Reliquiario della Sacra Spina nel British Museum, il "Tableau of the Trinity" nel Museo del Louvre (probabilmente realizzato a Londra), e una manciata di altre opere religiose, ma la grande maggioranza dei pezzi registrati negli inventari principeschi sono stati distrutti per recuperare il loro oro. Dopo questo periodo continuarono a essere prodotte opere minori, e ci fu una ripresa dello stile, in opere più grandi nel periodo 1500-1520, anche se non è chiaro dove vennero realizzate.  La tecnica è stata utilizzata su parti di una scultura relativamente grande nella famosa Saliera di Francesco I di Francia di Benvenuto Cellini (1543, Vienna) e rimase comune fino al Barocco, di solito in piccole opere e gioielli. La Maison Fabergé russa fece molto uso della tecnica dal XIX secolo fino alla Rivoluzione russa.
La tecnica può essere utilizzata sia con smalto traslucido che opaco, ma più comunemente con il secondo. Lo smalto traslucido si trova principalmente su rilievi che usano "ronde bosse", come una placca con la "Sepoltura di Cristo]" nel Metropolitan Museum of Art di New York. Nell'opera realizzata intorno al 1400, predomina lo smalto bianco da poco sperimentato.